# Les Infournas
Les Infournas è un comune soppresso e frazione francese del comune di Saint-Bonnet-en-Champsaur situato nel dipartimento delle Alte Alpi della regione della Provenza-Alpi-Costa Azzurra.
Si trova all'interno del parco nazionale des Écrins.
Les Infournas è stato un comune indipendente fino al 1º gennaio 2013, quando si è fuso insieme a Bénévent-et-Charbillac con il comune di Saint-Bonnet-en-Champsaur.

## Società

### Evoluzione demografica
Abitanti censiti